# Fjälltätört
Fjälltätört (Pinguicula alpina) är en ört i familjen tätörtsväxter som hör till tätörtssläktet.  Fjälltätöten blir cirka 10 centimeter hög. Dess bladrosett liknar tätörtens (P. vulgaris), men till skillnad från tätörten har fjälltätörten vita blommor med 1-3 gula fläckar nära svalget och bladen är ofta svagt rödbruna. På Gotland sker blomningen från mitten av maj till början av juli, i fjällen från mitten av juni.
Sällsynt kan fjälltätört blomma med helvita blommor, vilket kan leda till förväxlingar. Blomstängeln på tätört är dock kort men tydligt körtelhårig medan den hos fjälltätört i princip är helt kal, en karaktär som är användbar även när växten gått i frukt.
Precis som tätörten har fjälltätörten blad som är klibbiga på ovansidan. Klibbigheten gör att små insekter, till exempel flugor kan fastna på bladen och genom att enzymatiskt bryta ner fångade insekter får växten ett näringstillskott. Fjälltätört är kalkkrävande.

## Utbredning
Fjälltätörtens utbredning omfattar delar av norra Skandinaviens fjälltrakter där den växer främst på nordliga sluttningar främst på fuktig kalkrik mark som vid bäckar, källor och på fukthedar. Motsvarande växtbiotoper gäller även en del europeiska bergstrakter som Alperna samt delar av norra Ryssland och ett fåtal områden på Island. Den har också några begränsade reliktförekomster, på gotländska kallkällmyrar, där den anses vara en kvarleva från ett kallare klimat och av liknande skäl på Ösel samt i Lettland.

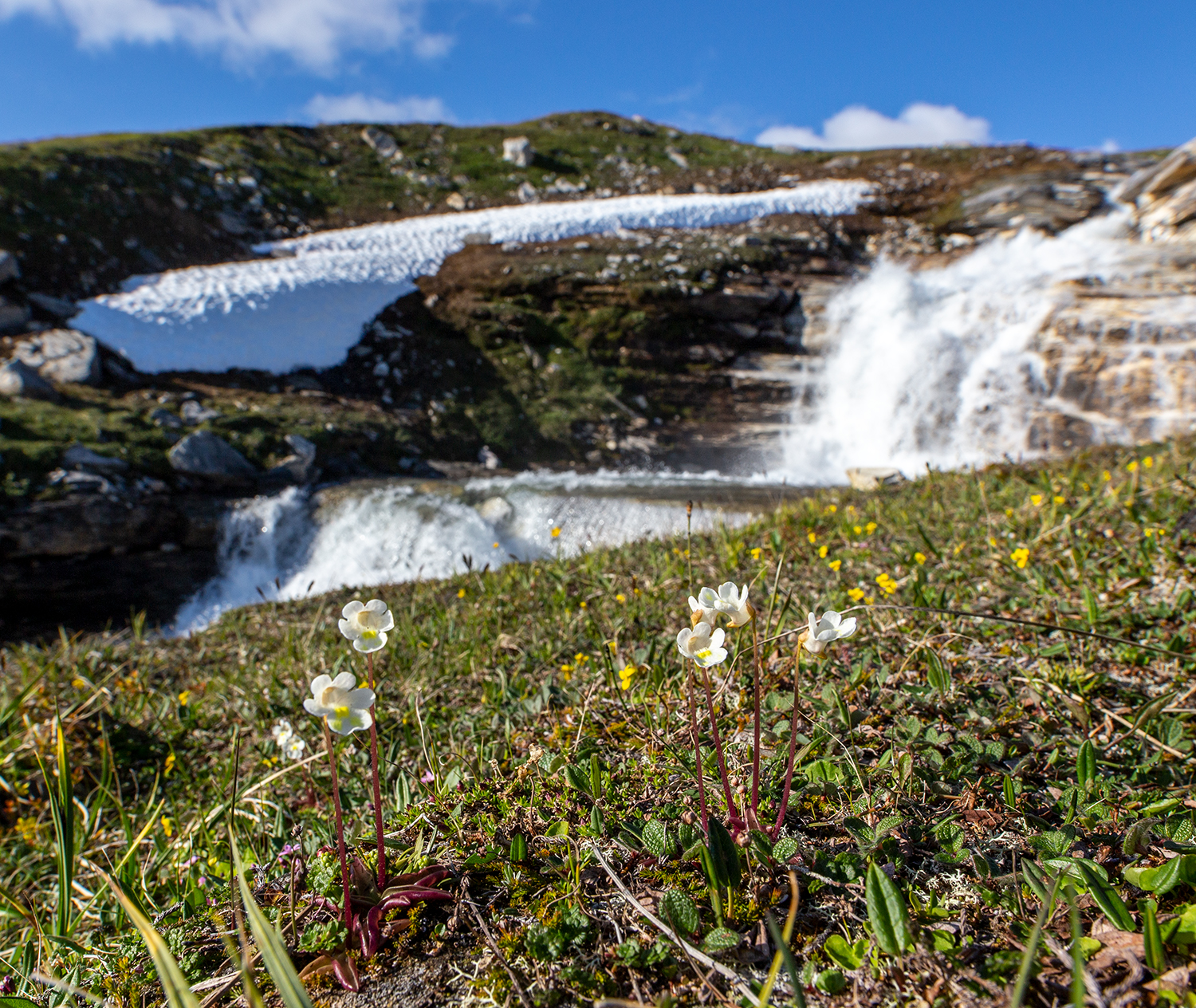
Fjälltätört i Padjelanta nationalpark 890 m ö.h.

## Etymologi
Fjälltätörtens artepitet, alpina, har betydelsen "växande i Alperna". Det syftar på att fjälltätörten främst växer i bergstrakter. Andra namn som använts om fjälltätörten i floror är lapsk tätört och Gotlandstätört.